# Mount Wodzicki
Mount Wodzicki är ett berg i Antarktis. Det ligger i Östantarktis. Nya Zeeland gör anspråk på området. Toppen på Mount Wodzicki är 2 380 meter över havet.
Terrängen runt Mount Wodzicki är bergig åt sydväst, men åt nordost är den kuperad. Trakten är obefolkad. Det finns inga samhällen i närheten.